# Vera Sidika
Vera Sidika Mung'asia (sinh ngày 30 tháng 9 năm 1989)  là một nhân vật truyền hình và truyền thông xã hội Kenya, người nổi tiếng, doanh nhân video vixen, và xã hội. Sinh ra và lớn lên ở Mombasa, Sidika đã thu hút sự chú ý của giới truyền thông trong sự nghiệp khi cô xuất hiện trong đĩa đơn của P-Unit, "You Guy", phát hành năm 2012. Cô đã được bình chọn là một trong những vixens video hàng đầu của Châu Phi và Đông Phi. Cô được coi là một trong những người phụ nữ gây tranh cãi nhất ở Kenya do lối sống dị thường và xa hoa và có những ý kiến độc đáo về cuộc sống nói chung. Năm 2015, cô và những người bạn xã hội của mình bắt đầu xuất hiện trong loạt phim truyền hình thực tế Nairobi Diaries. 

## Cuộc sống và sự nghiệp ban đầu
Vera Sidika bắt đầu sự nghiệp từ năm 17 tuổi khi cô làm người mẫu có kích thước cộng, tham gia các cuộc thi và trình diễn thời trang.
Cô chuyển đến Nairobi năm 2009, nơi cô gia nhập Đại học Kenyatta với ý định theo đuổi việc học về nghệ thuật và thiết kế; điều này đã cho cô một cơ hội để hoàn toàn đưa sự nghiệp của mình lên một tầm cao mới.

## Sự nghiệp
Sidika trở nên nổi tiếng vào năm 2012 khi cô góp mặt trong vai cô gái video trong đĩa đơn "You Guy" của P-Unit. Năm 2014, cô xuất hiện trong đĩa đơn của Prezzo, "My Gal". Vào tháng 11 năm 2015, cô đã xuất hiện dưới dạng video vixen trong một video của nhạc sĩ Nigeria KCSkiibii và Harrysong có tựa đề "Ebaeno". Cô đã được đặc trưng bởi The New York Post và BBC Châu Phi.
Vào ngày 21 tháng 5 năm 2017, cô đã ra mắt trà Veetox, một loại thảo dược giải độc được tuyên bố là giúp giảm đầy hơi, làm sạch hệ thống tiêu hóa, cải thiện sự trao đổi chất và đốt cháy mỡ bụng..

## Cuộc sống cá nhân
Năm 2014, Sidika thừa nhận rằng cô đã làm sáng làn da của mình ở Anh. Cô bác bỏ tuyên bố rằng thủ thuật này không an toàn và có thể ảnh hưởng đến y tế. Cô cho biết thủ thuật có trị giá hơn 15 triệu ksh. Cô tuyên bố với neo Larry Madowo, "Cơ thể của tôi là doanh nghiệp của tôi và nó là một người kiếm tiền." 

## Đóng phim
Kể từ tháng 12 năm 2015, Sidika và các nhân vật truyền thông xã hội Kenya khác, bao gồm stylist thời trang Silvia Njoki, nhạc sĩ và nữ diễn viên Ella Ciru, đại sứ NGO và sinh viên Gertrude Murunga, kiến trúc sư Kiki Diang'a, giảng viên thể dục Marjolein Blokland và ca sĩ Pendo, ngôi sao loạt phim truyền hình thực tế Nairobi Diaries. Chương trình đào sâu vào cuộc sống hàng ngày của phụ nữ.

## Phần thưởng va đề cử
| Năm  | Hội                       | Giải thưởng | Kết quả |
| ---- | ------------------------- | --- | ------- |
| 2015 | Giải thưởng Video âm nhạc | style="background: #99FF99; color: black; vertical-align: middle; text-align: center; " class="yes table-yes2"\|Đoạt giải |         |